# Boeing 314 Clipper
El Boeing 314 (anomenat Clipper o Super Clipper, després que Pan American  donés aquest nom als seus aparells) va ser un hidrocanoa de transport de llarg abast fabricat per l'empresa nord-americana Boeing entre  1938 i 1941. A la seva època va ser el major transport comercial fabricat en sèrie del món.

## Història
Ja el 1935, Pan American Airways havia indicat a l'Oficina de Comerç Aeri dels Estats Units el seu desig d'establir un servei transatlàntic d'alta capacitat i malgrat posseir els grans hidroavions cuatrimotors de llarg abast Martin M-130 i Sikorsky S-42, la companyia desitjava un nou avió per a aquesta ruta.
L'oferta de Boeing per complir les especificacions de Pan American, presentada el febrer de 1936, va ser acceptada, signant-se un contracte per a sis hidrocanoes Boeing Model 314 el 21 de juny de 1936 amb opció a comprar-ne sis més. El primer Boeing 314 va efectuar el seu vol inaugural des de Puget Sound, Washington, el 7 de juny de 1938.
Aquest primer model va rebre el certificat d'aptitud de l'Autoritat d'Aviació Civil, fent-se'n la primera entrega el gener de 1939 i començant a prestar serveis com a correu transatlàntic entre New York i Marsella el 20 de maig de 1939, i com a avió de línia el 28 de juny d'aquell mateix any volant entre New York i Lisboa. En aquell moment, el Model 314 constituïa el major transport fabricat en sèrie per al servei regular de passatgers.
Pan American va passar una comanda pels sis avions més que van rebre el nom de Model 314A, millorats amb la instal·lació de motors més potents, més capacitat de combustible i un interior remodelat. El primer Model 314A va volar el 20 de març de 1941, i els lliuraments van finalitzar el 20 de gener de 1942. Cinc unitats de la comanda anterior van ser reconvertides posteriorment a l'estàndard del Model 314A l'any 1942. Tres unitats de la nova comanda es van vendre al BOAC, abans de ser lliurats a PanAm per al servei transatlàntic, i van operar en el sector Foynes - Lagos de la Ruta de la ferradura en temps de guerra. Els Clipper es van convertir també en els avions de confiança per a viatges de llarg abast del president Franklin D. Roosevelt i del Primer Ministre Winston Churchill.
Dels nou Model 314/314A de Pan American, quatre van ser requisats pel Comandament de Transport de l'Exèrcit i van rebre la designació militar C-98. No obstant això, van ser poc utilitzats i al novembre de 1942 es va retornar a la companyia una d'aquestes unitats. Les altres tres van ser transferides a l'Armada nord-americana per unir-se a altres dues adquirides directament de Pan American: aquestes aerolínies van subministrar les tripulacions per als B-314 de l'Armada, i van anar parcialment camuflats, tot i que van operar amb matrícula civil.
BOAC i Pan American van donar per acabat el servei dels Boeing Model 314 el 1946. Els avions supervivents es van vendre a línies aèries xàrter americanes. En tota la vida útil de les 12 unitats de Clipper tan sols el NC18603 es va veure implicat en un accident el 22 de febrer de 1942, al riu Tajo, on van morir 24 dels 39 passatgers i tripulants que viatjaven a bord.

## Disseny

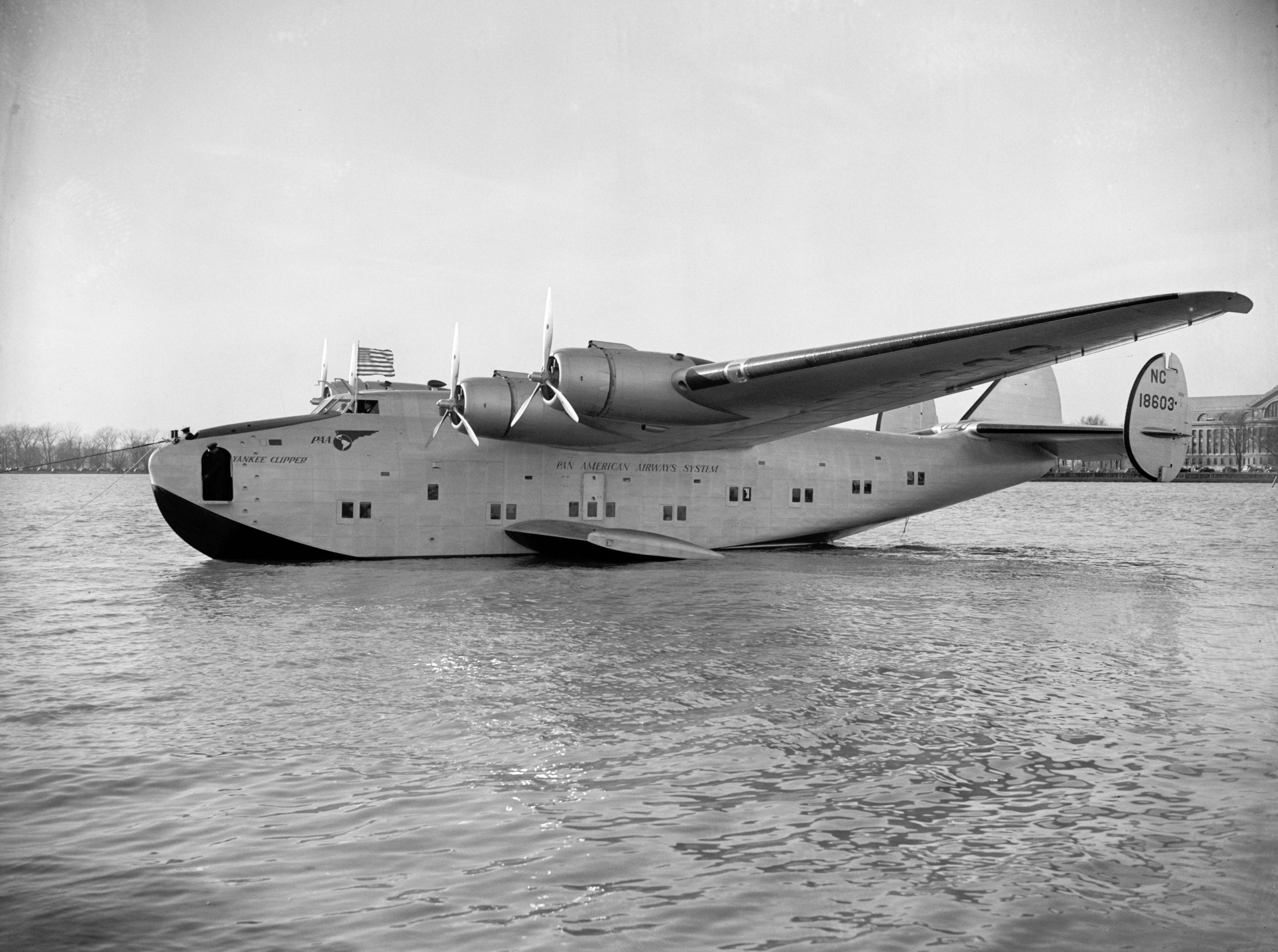
El Yankee Clipper el 1939.

El dissenyador de Boeing Wellwood Beall va utilitzar característiques del seu anterior bombarder pesant, el Model 294 (XB-15), adaptant les ales i els empenatges per una hidrocanoa amb un pes de 37.421 kg. L'aparell resultant podia transportar a 74 passatgers en set luxosos compartiments i a 10 tripulants; a més tenia un menjador amb capacitat per 14 persones i una "suite nupcial" a la part posterior, prop de la cua de l'avió i en vols nocturns allotjava a 34 passatgers en lliteres. Els motors triats no van ser els Pratt & Whitney R-1830 Twin Wasp de 1000 hp del XB-15, sinó els Wright R-2600 Double Cyclone de 1500 hp, que donaven a l'aparell una velocitat màxima de 311 km/h. La seva capacitat de combustible de 15.898 l. li conferia un abast màxim de 5.633 km; part del combustible s'emmagatzemava en unes aletes estabilitzadores laterals, que s'utilitzaven com a plataformes de càrrega. Igual que els Dornier, el Clipper utilitzava estabilitzadors muntats en el fuselatge, el que evitava que s'haguessin de instal·lar flotadors a l'extrem de l'ala. Tota la tripulació tenia els seus espais, el pilot i el co-pilot anaven junts un al costat de l'altre a l'amplia cabina de comandament amb el navegant a babord darrere d'ells i l'operador de ràdio i l'enginyer a estribord. L'ala de l'aparell incloïa accessos perquè l'enginyer arribés al motor i això poder realitzar reparacions menors durant el vol.
Aquesta primera versió tenia una aleta curta, una única deriva i timó, que posteriorment va ser substituïda per dobles derives per augmentar l'estabilitat direccional. Com la mesura va resultar inadequada, es va reinstal·lar la deriva central anterior, quedant una configuració d'aleta central amb dues derives i timons de direcció a l'extrem de cada estabilitzador horitzontal.
Més endavant Pan Am va demanar una sèrie de modificacions que donarien lloc al model 314A en el que es van canviar els motors originals per uns Double Cyclone de 1600 hp proveïts d'hèlixs de major diàmetre i amb major potència.

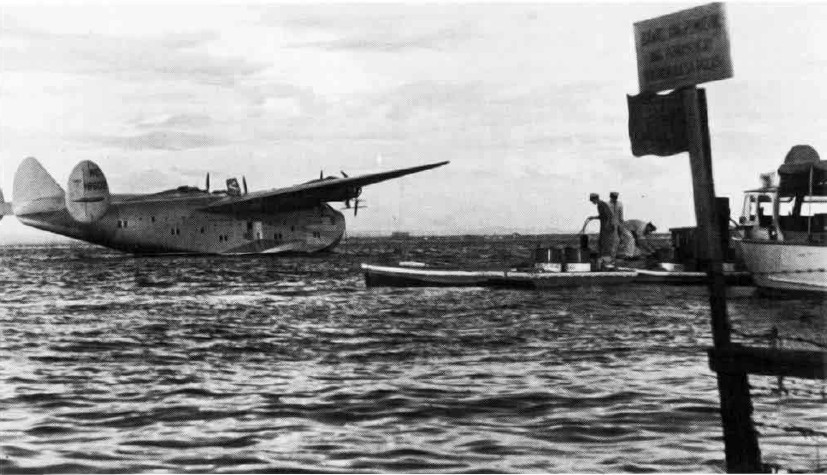
El Califòrnia Clipper a Cavite, Filipines, 1940.

## Variants
Model 314
Versió de producció inicial amb motors Twin Cyclone de 1500 hp, sis construïts per a Pan Am.
Model 314A
Versió millorada amb Twin Cyclone de 1600 hp amb hèlixs de major diàmetre, capacitat addicional de combustible en 4.542,49 l, i interiors revisats. Abast encara aproximat de 7.563,92 km. Sis construïts, tres per a Pan Am i tres per BOAC.
B-314
Cinc Model 314 requisats per servir amb l'Armada nord-americana.
C-98
Quatre Model 314 requisats per servir amb les Forces Aèries de l'Exèrcit dels Estats Units.
Model 306
Concepte d'aeronau que usava el fuselatge del Model 314 amb una planta d'ala delta sense cua. No construït.

## Cultura popular
El Boeing 314 ha aparegut de forma recurrent en pel·lícules o novel·les. Alfred Hitchcock, a la pel·lícula rodada el 1940 Foreign Correspondent (Enviat especial / Corresponsal estranger) utilitza un Boeing 314 per filmar una important escena d'un accident aeri. També són conegudes les escenes de la pel·lícula de 1981 Raiders of the Lost Ark quan el protagonista Indiana Jones utilitza un B-314 Clipper en un vol transoceànic. El 1991, el novel·lista Ken Follett va basar la història de la seva novel·la Nit sobre les aigües en un vol nocturn de l'últim Boeing 314 en enlairar-se abans del començament de la Segona Guerra Mundial.

## Especificacions (314A)
Característiques generals
- Tripulació: 10
- Capacitat:   - 74 passatgers de dia
  - 36 passatgers de nit
- Longitud: 32,31 m.
- Envergadura: 46,33 m.
- Alçada: 8,41 m.
- Superfície de l'ala 266,34 m2
- Pes buit: 22.801 Kg
- Pes màxim d'enlairament: 37.000 Kg.
- Motors: 4×  Motor radial de 14 cilindres en doble estrella refrigerat per aire Wright R-2600-3, 1.600 CV   cada un

 Rendiment 
- Velocitat màxima: 320 km/h
- Velocitat de creuer: 296 km/h
- Abast: 8.368 km.
- Sostre de servei: 5.974 m.